# Robert G. Southall
Robert Goode Southall (* 26. Dezember 1852 in Amelia Court House, Amelia County, Virginia; † 25. Mai 1924 in Baltimore, Maryland) war ein US-amerikanischer Politiker. Zwischen 1903 und 1907 vertrat er den Bundesstaat Virginia im US-Repräsentantenhaus.

## Werdegang
Robert Southall besuchte die Washington Academy und die High School of Amelia County. In den Jahren 1873 und 1874 war er als Deputy Clerk bei der Verwaltung im Nottoway County beschäftigt. Nach einem anschließenden Jurastudium an der University of Virginia in Charlottesville und seiner 1877 erfolgten Zulassung als Rechtsanwalt begann er in Amelia Court House in diesem Beruf zu arbeiten. Zwischen 1884 und 1902 war er Bezirksstaatsanwalt im Amelia County. Gleichzeitig schlug er als Mitglied der Demokratischen Partei eine politische Laufbahn ein. In den Jahren 1888 und 1896 war er Delegierter zu den jeweiligen Democratic National Conventions. Zwischen 1899 und 1903 saß er im Abgeordnetenhaus von Virginia.
Bei den Kongresswahlen des Jahres 1902 wurde Southall im vierten Wahlbezirk von Virginia in das US-Repräsentantenhaus in Washington, D.C. gewählt, wo er am 4. März 1903 die Nachfolge von Francis R. Lassiter antrat. Nach einer Wiederwahl konnte er bis zum 3. März 1907 zwei Legislaturperioden im Kongress absolvieren. Nach dem Ende seiner Zeit im US-Repräsentantenhaus praktizierte er wieder als Anwalt. Von 1912 bis zu seinem Tod am 25. Mai 1924 war Robert Southall Richter im vierten Gerichtsbezirk von Virginia.